# Едвард Говард-Вайс
Едвард Говард-Вайс (англ. Edward Howard-Vyse, 27 листопада 1905 — 26 грудня 1992) — британський вершник.
Бронзовий призер Олімпійських Ігор 1936 року в командному триборстві.